# Aulacodillo thomseni
Aulacodillo thomseni là một loài chân đều trong họ Armadillidae. Loài này được Panning miêu tả khoa học năm 1924.